# Gelasma aculeata
Gelasma aculeata là một loài bướm đêm trong họ Geometridae.